# Theresa Saldana
Theresa Saldana, född 20 augusti 1954 i Brooklyn i New York, död 6 juni 2016 i Los Angeles, var en amerikansk skådespelare verksam inom film och TV. 
Saldana blev bland annat känd för sin roll som Rachel Scali, i TV-serien Scali (The Commish), hustru till polischefen Tony Scali, för vilken hon fick en Golden Globe-nominering för Bästa skådespelerska i en biroll, 1994. Hon uppmärksammades också för sin roll som Lenore La Motta, hustru till Joey La Motta (Joe Pesci) i filmen Tjuren från Bronx.
År 1982 överlevde hon en knivattack av en stalker. Detta ledde till att hon började engagera sig i arbetet för hårdare lagstiftning mot stalking.

## Filmografi i urval
- 1978 – Min bror Nunzio
- 1978 – I Wanna Hold Your Hand
- 1980 – Gatans kungar
- 1980 – Tjuren från Bronx
- 1984 – Den djävulska hämnden
- 1984 – Offer för offer
- 1988 – Dagen efter kvällen före
- 1988 – Dubbel hämnd
- 1990 – The New Kids on the Block (TV-serie) (röst)
- 1991–1996 – Scali (TV-serie)
- 1999 – Tidsresenärerna